# Felis silvestris ornata
Felis silvestris ornata  (лат.) — подвид лесной кошки, в ревизии таксономии 2017 года считается подвидом степной кошки (Felis lybica ornata (лат.)).
Преимущественно обитает в пустыне Тар и в пустыне Большой Качский Ранн (включая прилегающий заповедник Луга Банни) в Индии, а также в пустынных районах провинции Синд в Пакистане. Реже встречается в степях от Китая до Ближнего Востока.
Felis silvestris ornata живут до 15 лет. Коты гораздо крупнее кошек. Половое созревание наступает в возрасте 10—11 месяцев. Беременность длится 56—63 дня. Обычно рождаются 3—4 котёнка, которые только через 16—20 дней начинают ходить. В возрасте 12 недель котята начинают охотиться вместе с матерью, а к 5 месяцам становятся самостоятельными.
Felis silvestris ornata немного крупнее, чем домашние кошки. Весит от 3 до 7 кг, имеет длину тела 47—69 см и длину хвоста около 30 см. Имеет тусклую жёлтую окраску с чёрными пятнами на спине, чёрными полосками на ногах и светлым животом. Охотятся преимущественно ночью на мелких млекопитающих, грызунов, кроликов, птиц. Днём азиатские дикие кошки обычно прячутся в норах или зарослях кустарников.